# Crossair
Crossair var ett schweiziskt flygbolag som startades av Moritz Suter i slutet av 1970-talet. Crossair var det första flygbolaget som flög Saab 340 och Saab 2000. Övriga flygplanstyper i bolaget var Fairchild Swearingen Metro, Fokker 50 och Douglas DC-9/MD80 under 1980-talet och 1990-talet, BAe 146/Avro RJ85 & RJ100 och år 2000 Embraer ERJ 145.
Vid Swissairs konkurs hösten 2001 utökades Crossairs aktiekapital och övertog en del av Swissairs flygplan. 2002 bytte Crossair namn till Swiss International Air Lines.
Crossair hade närmare 90 flygplan och strax över 1 000 piloter vid Swissairs bankrutt. I juni 2006 återstod endast ca 280 piloter och ca 28 flygplan av ursprungliga Crossair.
November 2005 flyttades piloterna från ursprungliga Crossair till ett nystartat helägt dotterbolag av Swiss Int. Airline med namnet "Swiss European". På så sätt har Swissair återuppstått.
Swiss Int. Airline med dotterbolag Swiss European ägs sedan 2005 av Lufthansa.
Sista flygningen med Saab 2000 var sista oktober 2005, och sista linjeflygningen av Embraer 145 skedde i juli 2006. Antal flygplan kvar i linjetrafik är ca 25 st RJ85/100.

## Olyckor
- Den 10 januari 2000 störtade Crossair 498 strax efter att planet lyft. Planet var på väg från Zürich till Dresden. haveriet berodde på ett enkelt pilotfel. Alla 10 ombord avled i olyckan.
- Den 24 november 2001 störtade Crossair 3597 strax innan planet skulle ha landat i Zürich. Den gången missförstod piloten sin höjdmätare och planet flög närmare marken än det borde ha gjort vilket ledde till att planet till slut störtade nära den lilla byn Birchwil. 24 av 33 ombord avled i olyckan. Några av de som avled var Melanie Thornton, amerikansk popsångerska, Maria Serano Serano och Nathaly van het Ende. De två sistnämnda var medlemmar i popgruppen Passion Fruit.